# Francesco Beccaruzzi
Francesco Beccaruzzi (né en 1492 à Conegliano, province de Trévise, en Vénétie et mort en 1562 à Trévise) est un peintre italien du XVIe siècle, appartenant à l'école vénitienne, dont l'œuvre est à cheval sur la période de la haute Renaissance et celle de la Renaissance tardive.

## Biographie
Francesco Beccaruzzi est un peintre italien de la Renaissance, qui a été actif près de sa ville natale de Conegliano et dans la région de Trévise.
Il a été influencé par Le Pordenone, par le Titien et Véronèse. Il a peint un Saint François (1545) à Conegliano. Le tableau est visible maintenant  à Venise, Ca' Rezzonico, au Museo del Settecento Veneziano, dans la collection Mestrovich.

## Œuvres
- Saint François (1545), Museo del Settecento Veneziano, collection Mestrovich, Ca' Rezzonico, Venise
- Portrait d'un homme, (1550), Galerie des Offices, Florence.
- Portrait d'une jeune femme, Académie Carrara, Bergame.
- Portrait d'un joueur avec son page, Gemäldegalerie de Berlin.
- L'Assomption de Marie, église paroissiale de Valdobbiadene.

## Sources
- (en) Cet article est partiellement ou en totalité issu de l’article de Wikipédia en anglais intitulé « Francesco Beccaruzzi » (voir la liste des auteurs).